# بانس (کوبا)
بانس (به اسپانیایی: Banes) یک منطقهٔ مسکونی در کوبا است که در استان اولگین واقع شده‌است. بانس ۷۸۱ کیلومتر مربع مساحت و ۸۱٬۲۷۴ نفر جمعیت دارد و ۱۰۰ متر بالاتر از سطح دریا واقع شده‌است.

## خواهرخوانده
شهر سان بیسنس دلس اورتس خواهرخواندهٔ بانس (کوبا) هست.